# Munis al-Mudhàffar
Abu-l-Hàssan Munis al-Khàdim al-Mudhàffar al-Quixurí (àrab: ابوالحسن مؤنس ﺍﻟﺨﺎﺩﻡ المظفر, Abū l-Ḥasan Muʾnis al-Ḫādim al-Muẓaffar), més conegut simplement com a Munis al-Khàdim (‘Munis l'Eunuc’) o Munis al-Mudhàffar (‘Munis el Victoriós’) (vers 844-933) fou un eunuc i general abbàssida durant el califat d'al-Múqtadir (908 -932) i home fort del règim en la part final. Hauria tingut el grau d'emir durant 60 anys. No s'ha de confondre amb un altre general eunuc del seu temps, que fou conegut com a Munis al-Fahl o al-Khazin i va morir el 914.
Se l'esmenta per primer cop el 880 a la campanya contra els zandj; es diu després que fou cap de la policia al campament del califa el 900. Al-Mútadid l'hauria desterrat a la Meca però fou cridat a la pujada al tron d'al-Múqtadir (908) i podria ser exacte, ja que no se l'esmenta durant el regnat d'al-Múqtafí excepte dues vegades que serien errors per Munis al-Khazin (en lloc d'al-Khadim), o sigui el seu homònim i contemporani. Des de llavors va anar consolidant la seva posició i el 913 va poder imposar a Alí ibn Issa ibn al-Jarrah com a visir al lloc d'Abu Ali Muhammad ibn Ubayd Allah al-Khakani.
El 914/915 el fatimita Ubayd-Al·lah al-Mahdí, que dominava Ifríqiya, va iniciar el seu primer intent de conquerir Egipte enviant al seu fill i hereu Abu-l-Qàssim Muhàmmad ibn al-Mahdí que va arribar amb èxit fins a Alexandria però després fou rebutjat prop d'al-Fustat i sense poder enfrontar amb èxit l'exèrcit del general Munis, es va haver de retirar. El 919-921 va enviar altre cop al seu fill a Egipte en una segona expedició, que va seguir el mateix guió fins a Alexandria i va ocupar el Faium, però la derrota de la flota fatimita a Rosetta (Egipte) i els combats d'al-Fustat més aviat favorables a Munis, van imposar altre cop la retirada. Sembla que aquestes van ser les seves úniques grans operacions militars (especialment la segona per la qual va aconseguir el lakab d'al-Muzaffar).
Abu-Muhammad Hàmid ibn al-Abbàs fou revocat com a visir el 923 i fou cridat al visirat per tercera vegada Abu-l-Hàssan Alí ibn Muhàmmad ibn Mussa ibn al-Furat (agost del 923) al qual Munis s'oposava obertament. El 924 el càrmata Abu Tahir Sulayman al-Djannabi va atacar a la caravana de pelegrins que venia de la Meca i després va atacar Kufa, retornant els atacants a Bahrayn sense problemes; això va costar el càrrec al visir (juny) que fou destituït sota pressió de Munis, i executat (juliol del 924). El califa va enviar un exèrcit manat pel cada cop més "home fort", general Munis al-Khadim (Munis al-Muzaffar), però quan va arribar, els càrmates ja se'n havien anat. Des de llavors Munis havia de ser consultat sobre el nomenament de visir, cosa que va provocar l'odi cada vegada major del califa.
El 927 el califa va tramar un complot per assassinar al general, que va fracassar. El mateix 927 el califa va haver de cridar en ajut contra els càrmates al governador de l'Azerbaidjan (abans rebel·lat però ara reconciliat amb el califa) Yússuf ibn Abi-s-Saj, però aquest fou derrotat per Abu Tahir Sulayman al-Djannabi el desembre del 927 i el va fer presoner (febrer del 928) prop de Kufa. Les forces califals no van gosar a lliurar batalla i Abu Tahir Sulayman va poder amenaçar Bagdad que fou defensada per Munis i pel visir Alí ibn Issa. Va aconseguir allunyar-los i així es va revenjar en certa manera dels càrmates que el 918 li havien causat l'única derrota de la seva carrera militar, tot i que poc transcendent. Encara que va donar implícit suport a la deposició d'al-Múqtadir pel seu germà al-Qàhir el 929, portada a terme pel prefecte de la policia Nazuk, va garantir la seguretat del califa mentre els soldats saquejaven el palau, i després el va restaurar, esdevenint encara més poderós.
El 932, aprofitant l'absència de Munis al-Muzaffar, que era a Mossul, alguns cortesans van convèncer el califa que el general el volia destronar i va cridar a l'exprefecte de policia Muhàmmad ibn Yaqut a qui Munis havia fet destituir el juny del 931 i havia estat enviat desterrat a Sistan el juliol del 931, que va retornar el gener del 932 a Bagdad. El califa li va donar un exèrcit i el va enviar a la regió de Takrit, a al-Mashuk, però Munis va sortir de Mossul i les tropes de Muhàmmad ibn Yaqut (amb Sad ibn Hamdan com a lloctinent) van retornar a Bagdad sense lluitar. Prop de la capital es va produir finalment el xoc en el qual va participar el mateix califa. Munis va aconseguir la victòria i al-Múqtadir va morir en combat (31 d'octubre del 932). El general va posar al tron a al-Qàhir, però aviat es va enfrontar amb aquest que va quedar sota arrest al palau, i va planejar la seva deposició. Però al-Qàhir va conspirar i va aconseguir reunir al mateix temps a Munis i als seus principals col·laboradors al palau, i allí els va fer matar (agost de 1933)